# トリートーン

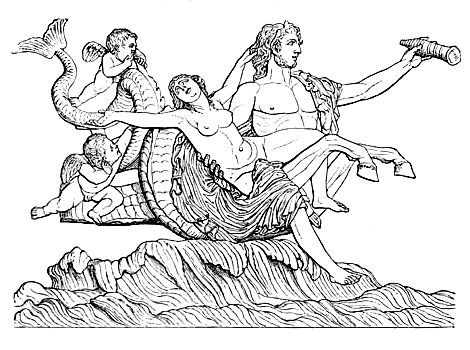
トリトンの図

トリートーン（古希: Τρίτων、古代ギリシア語ラテン翻字: Trītōn）は、ギリシア神話に登場する海神である。長母音を省略してトリトンとも表記される。海神ポセイドーンとアムピトリーテーの息子。深淵よりの使者とされ、人間の上半身と魚の尾を持つ人魚のような姿で描かれるのが典型である。
古代ギリシア美術では、のち複数いる種族として描かれるようになった。さらには馬の前足のついた、いわゆるケンタウロ・トリートーン（イクテュオケンタウロス）の図像が彫刻などで一般化し、ローマ時代に至るまでモザイク画やフレスコ画にもちいられた。

## 語釈
トリートーンという名前は「（世界を構成する）第三のもの」、即ち海の世界を意味する、との説を小説家のロバート・グレーヴスが展開している。

## 海の神トリートーン
ヘーシオドスの『神統記』によれば、トリートーンは海神ポセイドーンとアムピトリーテーの息子で、海中の黄金宮殿で父母とともに暮らす、深海を司る神である。
父親と同じく、彼もまた三叉の矛（トライデント）を持っている。しかし、彼の最たる特徴は、波を立てたり鎮めたりするためにラッパのように吹く法螺貝である。
高らかに吹き鳴らされるその音たるや、巨人たちが「強健な野獣のうなり声だ」と勘違いし逃げ出すほど恐ろしいものであった。（ヒュギーヌス『天文詩』 ii. 23）
ギリシア中を大洪水が襲った時、法螺貝を吹いて水を引かせ、デウカリオーンとその妻を助けた。

### トリートーン神と英雄たち
トリートーンはまたローマ神話や叙事詩にも登場する。『アエネーイス』では、トリートーンは、アエネーアースのラッパ吹きミーセーノスがほら貝を吹いたことを自らへの挑戦とみなし、その吹奏の才をねたんで海に投じて殺した。
ヘーラクレースがトリートーンと組み合い格闘する場面は、古代ギリシア美術、とくに黒絵式陶器の定番モチーフの一つであった。だが、これを物語る文献は現存していない。だが例数はより少ないが、同題材を扱うとみられるギリシア陶器のなかに、ヘーラクレースの相手を「ネーレウス」または「海の老人」と記す例があり、ヘーラクレースとネーレウスとの確執についてならば、記述する文献が現存する（偽アポロドーロス『ビブリオテーケー』）。「海の老人」は、いくつかの海神にあてはめられる表現であり、ネーレウスも、これに該当する 。また、ネーレウスは、トリートーンのようにしばしば半人半魚の姿で描かれていた 。
ひとつの説明によれば、このネーレウスを全身とも人間の姿で描く慣習が、絵師たちのあいだで定着したため、この場面を描く場合に、半魚人をトリートーンと記さざるをえなくなった。そしてネーレウスは、格闘を傍らで観戦するかたちでこの場面に登場する例もある。
赤絵式の時代が到来すると、このヘーラクレース対トリートーンの題材は完全に廃れ、代わりにテーセウスによるポセイドーン宮殿への冒険などが題材にされてゆき、その宮殿にはトリートーンが配置されることもしばしばある。この冒険を記述する文学には、トリートーンが陪席するとは記されないが、トリートーンがそこにいるとして描かれてもなんら不自然な点はないと指摘される。

## リビュアの湖のトリートーン
アルゴー船物語では古代リビュア（北アフリカ）に坐す神格として登場するが、これは海神とは別の神として扱うむきもある。この挿話のトリートーンは、原典ではポセイドーンとエウローペーの子とあり、異母となっている。
アルゴー船がシュルティスの砂州に打ち上げられた際、乗組員らは大船をトリートーニス湖へ運び、そこの神であるトリートーンが彼らを地中海へと導いた。
このトリートーンは、はじめエウリュピュロスという青年になりすまして現れ、のちに神の神々しい姿を顕現させる。このトリートーンは、そもそも古代リビュアの王を神格化させたものであるとシケリアのディオドーロスは述べている。トリートーン＝エウリュピュロスは、アルゴー船員たちに、土くれを贈物として与えたが、これはやがてのちリビュアのキューレーネーの地をギリシア人が植民地として授かるという啓示であった 。
この逸話を所収する作品のひとつにロドスのアポローニオス『アルゴナウティカ』（前3世紀）があるが、これはトリートーンが「魚尾」をもつと表現した最初の作品であるとされる。

## トリートーン族
ギリシア＝ローマ時代のある時点で、トリートーンは1柱の神格ではなく複数いる男の人魚族として描かれるようになり、トリートーンは「男の人魚」(merman)を意味する一般名詞と化した。
一般的なトリートーンらは地理学者のパウサニアースによって詳細に述べられている（以下の節参照）。
トリートーン族の図像として、ケンタウロ・トリートーンまたはイクチオケンタウロスのような人の体と魚の尾に加えて馬の前足を持つ形等が知られる（後述）。

### ギリシア＝ローマ美術
ギリシア陶器画には「トリートーン」の添え書きをともなう半人半魚の男性像が、前6世紀頃から多く見られるようになったが。また、一説によれば、「トリートーン」が「男の人魚（マーマン）」を意味する一般語と化したのもこの頃である、後の時代には、複数いる種族として描かれるようになった。一説によれば、前4世紀頃が転換期である。一例として、彫刻家スコパース （前350年没）が制作した群像がある。これは現存しないが、ローマに移転された後、大プリニウス（79年没）が、その著『博物誌』で複数のトリートーンが混じっていたと述べている。
また、ギリシア芸術の後期からローマ期にかけて、魚の下半身から馬の前足が生えている、いわゆるイクテュオケンタウロスと呼ばれる図像も用いられるようになった。知られる最古の例は、前2世紀とされる（ペルガモンの大祭壇）。「イクテュオケンタウロス」という記述は、古代ギリシアには皆無で、初出はビザンツ帝国時代の12世紀である。馬脚の生えたトリートーンは、「ケンタウロ・トリートーン」（英語: Centaur-Triton）とも呼ばれる。
前足でなくそこから翼が生えているトリートーンの例や、するどい爪の付いた（ライオンのような）前足を持つ例もある。また、下半身がエビ（ロブスター）の例も、ヘルクラーネウム出土のフレスコ画にみられる。
魚の尾のような部分が2本ついているトリートーンも、ある時期を境に描かれるようになった。 ドミティウス・アヘーノバルブス祭壇（前2世紀後期）に例があり、ドイツの美術批評家ルンプは、"魚尾二本のトリートーン"の最古例と考えた。しかしながら、二尾の女性版トリートーンならば、ダーモポーンがリュコシュラに遺した例がより古く、しかもこれが最初の例とは考えにくいという意見がある。ラティモアは、二尾のトリートーンは、前4世紀に遡れると推測しており、スコパースがその創作者ではないかと目している。
すでに触れたが、芸術品のなかには、トリートーンと同様だが上半身が女性である作品もみられ、これらは英語で「トライトネス」、"雌のトリートーン" と呼ばれている。

### パウサニアース
トリートーン（複数形Τρίτωνες Trítōnes）については、後期のパウサニアース『ギリシア案内記』第九巻第21章（2世紀）に詳述がみつかる：
トリートーンの容貌とは次のようなものである。その頭の髪の毛は、「カエル草」（ギリシャ語: βατράχιον、キンポウゲ属の植物）のようで、それは色のみならず、その一本一本のもつれぐあいもそうだった。残りの身体は、ざらついてサメ状の鱗で覆われていた。耳下には鰓（えら）をもち、鼻は人間のようだが、口はより広く、獣のような歯だった。目は淡青色にみえる、手指とホネガイの貝殻のような爪を持つ。胸と腹以下の（下半身）は、足でなくイルカの鰭のようだ。
パウサニアース「トリートーン」と称してタナグラで展示されていた首無しの個体や、ローマでみた標本を基に描写している。これらのトリートーンは、人間か動物のミイラか剥製品（あるいはそれらしく作られた人造物）であった。
タナグラの「トリートーン」については、アイリアーノスが実見しており、防腐処置か詰め物をしたミイラ（ギリシャ語: τάριχος）であろうとしている。パウサニアースは、タナグラのトリートーンは斬首されたという地元の伝承をつたえているが、フレイザーは、海生動物の漂着死骸を流用したが、もともと頭部が破損していたのだろうと推察する。

## トリートーンにちなむ名称
衛星トリトン
海王星最大の第1衛星トリトンの名は、この海神にちなむ。海王星の英名ネプチューンの語源であるローマ神話のネプトゥーヌスはギリシア神話のポセイドーンと同一視されており、この衛星の名は象徴的である。
名港トリトン
名港トリトンは伊勢湾岸自動車道の名古屋港に架かる3つの橋（名港東大橋・名港中央大橋・名港西大橋）をまとめた愛称。それぞれ青・白・赤の3色に色分けられている。トリートーンが海の神ポセイドーンの息子であることや、「トリ」が「3つの～」を意味する「tri-」に通じることからこの愛称が使用されることになった。橋長はそれぞれ758m、1,170m、700mに及び、世界的に最大規模を誇る往復6車線の海上斜張橋梁群である。
トリトンブルー
全日本空輸は、1982年に30周年を記念して現在の青色基調の塗装に変わり、この青色を「トリトンブルー」と呼ぶ。トリートーンは嵐を鎮める「安全の神」として崇められ、船の航行の安全を守っていたとされている。「海」から「空」に変わっているものの「安全運航」を願って名付けられた。